# ウルカ過程
ウルカ過程(Urca process)は、中性子星や白色矮星の冷却に関わっていると考えられているニュートリノ放出反応である。この過程は、ジョージ・ガモフとマリオ・シェーンバーグの間で、彼らがリオデジャネイロのCassino da Urcaという名前のカジノを訪れている時に最初に議論された。シェーンバーグはガモフに対し「エネルギーは超新星の核から、ルーレットテーブルでのお金と同じくらいの速さで消失する」と語ったと伝えられている。ガモフの南ロシア方言では、Urcaには、強盗ややくざという意味もある。
直接ウルカ過程は、最も単純なニュートリノ放出過程であり、中性子星の冷却の中心を占めていると考えられている。一般式は次のとおりである。
- B1　  →B2+l＋vl
- B2+l　→B1＋vl

ここで、B1とB2はバリオン、lはレプトン、vは（反）ニュートリノである。バリオンは核子、Λ、Σ、Ξのようなハイペロン、またはデルタ粒子の同重体になり得る。レプトンは電子かミューオンである。
ウルカ過程は白色矮星の冷却に特に重要である。ここでは、レプトン（通常は電子）がイオンの核に吸収され、対流で恒星の核から運ばれる。その後、ベータ崩壊が起こり、さらに対流で恒星内部に運ばれ、このサイクルが何度も繰り返される。この過程で放出されたニュートリノは再吸収されないと考えられるため、白色矮星にとって効率的な冷却機構となる。
この過程は、中性子星の冷却にとっても不可欠である。中性子星の核でウルカ過程が生じると、冷却に要する期間は何桁も小さくなる。